# Physcomitrium subsphaericum
Physcomitrium subsphaericum är en bladmossart som beskrevs av W. P. Schimper in C. Müller 1851. Physcomitrium subsphaericum ingår i släktet huvmossor, och familjen Funariaceae. Inga underarter finns listade i Catalogue of Life.